# Mala Dajnica
Koordinati:   43°48′24″N, 15°22′36″E
Mala Dajnica je nenaseljen otoček v Kornatih. Otoček leži 0,2 km severseverovzhodno od otočka Velika Dajnica, njegova površina meri 0,011 km². Dožina obale je 0,38 km, najvišji vrh je visok 20 mnm.